# Kora (Etiópia)
Kora é uma vila na Etiópia central. É um de um número de lugares povoados do país com este nome.

## Transporte
A vila é servida por uma estação no sistema ferroviário nacional.